# Găvani, Brăila
Găvani este un sat în comuna Gemenele din județul Brăila, Muntenia, România.